# 凡妮莎·特朗普
凡妮莎·凱·海頓·特朗普（英語：Vanessa Kay Haydon Trump，1977年12月18日—）是美國名媛，女演員和前模特。 她於2005年與小唐納德·特朗普結婚，並於2018年離婚。她出生於紐約市。

## 個人生活
凡妮莎（Vanessa）於2005年11月12日與小唐納德·特朗普（Donald Trump）結婚。婚禮在佛羅里達州的海湖莊園（Mar-a-Lago club）舉行。該服務由特朗普姊姊瑪麗安·特朗普·巴里法官主持。小特朗普向她求婚，並給了她一枚價值10萬美元的戒指，作為禮物，他從珠寶商那裡得到了禮物，以換取她在新澤西購物中心一家珠寶店外的狗仔隊面前向她求婚。 他們在一起有五個孩子。據報導，2018年3月15日，凡妮莎（Vanessa）在紐約法庭上提出了無爭議的離婚; 但是，後來才發現離婚是有爭議的。他們於2018年7月解決了兒童監護權問題，離婚協議於2018年底解決。
2025年開始與高爾夫球手老虎伍茲交往。